# Kosa
Kosa Sport AB är ett svenskt företag grundat i Hallsberg som tillverkar bandyutrustning. 
Grundarna till företaget är Kjell Posse (då Ohlsson) och Stig Andersell (då Andersson) och namnet KOSA är bildat ur deras dåvarande initialer. Företagets nuvarande ägare tog över företaget 2021. Företaget hade sin bas i Hallsberg i 40 år innan det 2018 flyttade till Motala för att 2023 flytta lagret till Karlskoga. Huvudkontoret ligger i Örebro.  
Kosa har även agenter i flera europeiska länder och även i Nordamerika.